# Pasik!
A Pasik! 2000 és 2003 között futott televíziós magyar szituációs komédia (sitcom) Bajor Imre, Hernádi Judit és Gálvölgyi János főszereplésével, azaz Palika és Ernő mindennapos harca Jucus kegyeiért.

## Cselekmény
Jucus és Palika 20 évig voltak házasok. Jucus már nem bírta Palika félrelépéseit és az ivászatokat ezért el akar válni. Már meg is találta az új férjjelöltet, Ernőt. Ernő rendes, kedves, viszont egy balfácán. Ő szegény, aki még a lakbért sem tudja kifizetni, ezért költözik Jucushoz. Jucus egy menő üzletasszony, akinek esküvői és gyászruha kölcsönzője van. Jucus csak egy dologra vágyik, a boldog, békés, meghitt családi életre. A baj csak az, hogy abban a lakásban él Palika is, és nem hajlandó kiköltözni. Ernő Jucusra vágyik, Palika pedig vissza szeretné hódítani feleségét. Palika egyébként taxis, minden utas rémálma, gyakran hiéna módjára viselkedik és számos bajt, balesetet és miegyébb gondot okoz, kétes alakokkal áll barátságban. A hobbija a zongorázás, de más hangszerekkel is próbálkozik, mert tudja, hogy Jucus elérzékenyül, ha zenét hall.
A helyzetet tovább bonyolítja, hogy beköltözik a szomszédba a "bombanő", akit természetesen mindenki el akar csábítani.
Mellékszereplő még a házmester, az ügynök, a nagypapa, az unokaöcs, vagy aki éppen arra jár.

## Szereplők
| Szereplő                                              | Színész         |                |                |                |
| Főbb szereplők                                        | Főbb szereplők  | Főbb szereplők | Főbb szereplők | Főbb szereplők |
| ----------------------------------------------------- | --------------- | -------------- | -------------- | -------------- |
| Bajnógel Pál, Palika                                  | Bajor Imre      |                |                |                |
| Jucus                                                 | Hernádi Judit   |                |                |                |
| Szenglovszky Ernő                                     | Gálvölgyi János |                |                |                |
| Gyakran megjelenő szereplők                           |                 |                |                |                |
| Sanyi, a házmester                                    | Reviczky Gábor  |                |                |                |
| Zsuzsika                                              | Rák Kati        |                |                |                |
| Zsófika                                               | Orosz Barbara   |                |                |                |
| Gyuszi, az alagsori kocsmáros                         | Bata János      |                |                |                |
| Erika                                                 | Liptai Claudia  |                |                |                |
| Béla, Sanyi unokaöccse                                | Szerednyey Béla |                |                |                |
| Epizódszereplők                                       |                 |                |                |                |
| László                                                | Kautzky Armand  |                |                |                |
| Dórika                                                | Détár Enikő     |                |                |                |
| Ernő anyja                                            | Földi Teri      |                |                |                |
| Fruzsina, az alsó szomszéd lánya, Palika fő ellensége | Csifó Dorina    |                |                |                |
| Simek doktor                                          | Némethy Ferenc  |                |                |                |

## Főcímdal
Zenéjét Kovács Tamás szerezte, dalszöveg és ének: Mischl Róbert.

## Epizódok
Nem ismerünk pontos adatot a sorozat epizódjait illetően. Gálvölgyi János 2012-es nyilatkozata szerint 76 rész készült.

## Egyéb
Ernő családneve több alkalommal elhangzott. Egy alkalommal egy "gróf címre jogosító okirat" megjelent a sorozatban ahol, a nagyjából kivehető, Szenglofszky. 
Az okirat
Ahogy a Pál neve sem látszódott soha, ide mégis bekerült  Bajnauger formában. Bajnóger Pálként többször bemutatkozott, de a leírás hogy helyes nem derült ki.